# Cifu (futbolista)
Miguel Ángel Garrido Cifuentes (Zújar, Granada, 5 de octubre de 1990), más conocido como Cifu, es un futbolista español que juega de defensa en el Sabah FA de la Superliga de Malasia.

## Biografía
Pese a nacer en Granada, con pocos años él y su familia se mudaron a Elche. Allí empezó su carrera deportiva en las categorías inferiores del Alicante C. F. y después en el Torrellano C. F., llegando a jugar en el primer equipo de este último. Allí solo jugó una temporada ya que en 2011 el Orihuela C. F. se hizo con su servicios.

En 2012 llegó al Elche C. F., para jugar en su filial, el Elche Ilicitano y siendo convocado para entrenar con el primer equipo en varias ocasiones.
  
Después de dos temporadas fue cedido en 2014, hasta final de junio de 2015 sin opción a compra, al Girona F. C. de la Segunda División.
En 2016 fichó por el Málaga C. F. por tres temporadas y fue cedido al Girona F. C. Tras lograr ascender con el club catalán regresó a Málaga.
En 2018 fue cedido al Albacete Balompié hasta final de temporada.
Durante la temporada 2019-20 regresó al conjunto de La Rosaleda, en el que disputó 35 partidos oficiales y quedó libre en septiembre de 2020 tras ser incluido en el ERE del Málaga C. F.[cita requerida]
El 22 de septiembre de 2020 se hizo oficial su regreso al Elche C. F. tras firmar un contrato por dos temporadas. Completó una de ellas, ya que en julio de 2021 se marchó a la U. D. Ibiza. En la isla también estuvo una campaña y en septiembre de 2022 el club anunció su marcha.
En febrero de 2023 se marchó a Malasia tras firmar por el Kelantan FA, donde estuvo hasta mediados de año antes de unirse al Sabah FA.